# Óšio (1937)
Óšio (japonsky: 大潮) byl torpédoborec japonského císařského námořnictva třídy Asašio. Byl dokončen v srpnu 1937 jako jedna ze tří prvních jednotek desetičlenné třídy Asašio. Zúčastnil se druhé světové války v Tichomoří, během které se věnoval eskortním a transportním povinnostem.
Počátkem války se věnoval krytí japonského postupu do Britského Malajska, na Filipíny a do Holandské východní Indie. Během toho se v únoru 1942 zúčastnil bitvy v Bandungském průlivu, ve které se čtyřem torpédoborcům třídy Asašio podařilo odrazit mnohem silnějšího protivníka, který se pokoušel zabránit japonskému vylodění na Bali. Následující opravy trvaly až do konce prosince 1942. Počátkem roku 1943 se zúčastnil několika transportních a evakuačních misí v Šalomounových ostrovech. Dne 20. února byl torpédován a potopen ponorkou USS Albacore.

## Popis
Óšio byl objednán na základě „doplňovacího programu pomocných plavidel z roku 1934“ a byl jednou ze tří prvních dokončených jednotek třídy Asašio. Jeho výzbroj tvořilo šest 127mm kanónů typu 3. roku ve třech dvouhlavňových věžích (jedné na přídi a dvou na zádi) a dva čtyřhlavňové 610mm torpédomety typu 92 modelu 2. Zásoba torpéd typu 93 byla (alespoň v počáteční fázi války) šestnáct kusů.
Instalace radaru, ani výměny dělové věže č. 2 za další protiletadlové kanóny se Óšio nedočkal.

## Služba
V noci z 19. na 20. února 1942 se Óšio účastnil bitvy v Bandungském průlivu. Společně s torpédoborcem Asašio doprovázel transportní loď Sasago Maru, když na ně kolem 23. hodiny zaútočila skupina spojeneckých lodí. Óšio pomohl Asašio potopit nizozemský torpédoborec Hr. Ms. Piet Hein a při pozdějším střetnutí s další skupinou spojeneckých lodí se podílel na poškození křižníku Hr. Ms. Tromp a torpédoborce USS Stewart. Sám Óšio byl během bitvy také zasažen a 7 členů jeho posádky zahynulo. Po bitvě z moře zachránil 10 trosečníků z potopeného Piet Hein.
Dne 20. února 1943 při návratu z transportní plavby na Wewak byl Óšio torpédován ponorkou USS Albacore a zůstal bezmocně stát na hladině. Jeho sesterská loď Arašio se ho sice pokusila odtáhnout, ale Óšio se nakonec potopil 70 mil (130 km) severozápadně od ostrova Manus na pozici 0°50′ j. š., 146°6′ v. d.
Dne 1. dubna 1943 byl Óšio vyškrtnut ze seznamu lodí japonského císařského námořnictva.